# Li Tao
Li Tao, född 15 januari 1968, är en friidrottare från Kina. Han deltog vid olympiska sommarspelen 1988.